# ناعور (الأردن)
ناعور هي بلدة أردنية تابعة لمحافظة العاصمة في الأردن، وهي مركز لواء ناعور تشتهر بمناخها المعتدل صيفاً والبارد شتاءً، يبلغ عدد سكانها (90) ألف نسمة وتبلغ مساحتها (87) كم مربع، وهي بلدة مرتفعة تطل على غور الأردن وتتصل به من خلال منخفض وادي أبو سليط كما تطل على مرتفعات مدينة القدس، ومرتفعات فلسطين. 
تمتاز بلدة ناعور بموقع خلاب، وطبيعة ساحرة تكثر فيها الغابات الحرجية وتعتبر منطقة جذب سياحي يرتادها السياح والمتنزهون من جميع مناطق المملكة بسبب موقعها المميز لكونها نافذة إلى البحر الميت والأغوار، وتكثر فيها ينابيع وعيون الماء الأمر الذي كان سبباً في تسميتها الناعورة سابقاً يحدها من الشمال وادي البحاث وعراق الأمير، ومن الجنوب محافظة مادبا ومن الشرق أمانة عمان (منطقة خريبة السوق وشارع المطار الدولي) ومن الغرب شاطئ عمان والأغوار.
تأسست بلدة ناعور في عام (1960) بعد أن كانت البلدة ملجأ للهجرات القسرية منذ عام (1864) وتضم بين شرائح هذا المجتمع عشائر العجارمة والرمامنة والعدوان، والشراكسة، والثوابية، والمسيحيين. وقد توسعت البلدة ونمت حتى أصبحت مدينة عامرة.تشتهر بلدة ناعور بزراعة العنب والتين والزيتون وأصناف مختلفة من الخضروات والفواكه ويعتمد نسبة من سكانها على هذه المزروعات.

## تاريخ البلدة
كانت ناعور عبارة عن خرائب قديمة أثرية تعود بعضها إلى عهد الهكسوس الرعاة وعهود العمونيين والمؤابيين وبعضها إلى عهد الرومان واليونان والعهود الإسلامية المختلفة، كما كانت فيها مغارات كثيرة وخاصة في الجهة الغربية استعملتها بعض العائلات البدوية لتخزين الأعلاف والغلال أحيانا وكانت ينابيعها مواردا لرعاة الماشية الذين ينتقلون مع مواشيهم من منطقة لأخرى طلبا للماء والكلأ.
وفي حوالي 1900م نزل فيها المهاجرون الشراكسة الذين هُجّروا قسراً بعد احتلال وطنهم الأم في شمال القفقاس عام 1864م بعد حروب استعمارية احتلالية طويلة امتدت لأكثر من 150 عاما متواصلة شنتها عليهم روسيا القيصرية وتمخضت عن هذه الحروب الاستعمارية استشهاد ما يزيد عن مليوني نسمة من الشراكسة. كما نتجت عنها عملية التهجير القسري المأساوية الكبرى للشعب الشركسي عن أرض وطنه الأم شمال القفقاس تلك العملية التي تعتبر من أكبر المآسي والمظالم الإنسانية تمخّضت عن إفراغ أرض الوطن الأم للشراكسة في شمال القفقاس من سكانها الأصليين وإحلال المستعمرين مكانهم من الشعوب الموالية للروس كالقوزاق والجورجيين والأوكرانيين والأرمن والروس أنفسهم. وهكذا أصبح الشراكسة أقلية في وطنهم الأم شمال القفقاس، وتشتت غالبيتهم في المهاجر الإسلامية كتركيا وسوريا والأردن وفلسطين ومصر، وفي بلدان الشتات الأجنبية كدول البلقان وألمانيا وأمريكا وغيرها.
وبعد إسكان الشراكسة في منطقة ناعور في الفترة 1900/1901م من قبل سلطات دولة الخلافة العثمانية الإسلامية التي شجّعتهم على الهجرة من بلادهم حتى لا يظلوا مستعبدين من قبل روسيا آنذاك، وتم تخطيط القرية تخطيطا هندسيا جيدا بحيث يكون مكان المسجد في وسط البلدة، وتم بناء المنازل فيها داخل خانات محددة مستطيلة أو مربعة وتوزيع بعض الأراضي الصالحة للزراعة عليهم لتكون مصدرا لمعيشتهم، فنشطوا في ذلك وزرعوا الحبوب والبقوليات وأنشأوا البساتين والكروم والمراعي، وشقوا الكثير من الطرق الزراعية وبنوا المسجد الجامع الكبير في وسط البلدة وأنشأوا مدرسة البلدة في الجهة الشرقية من البلدة قرب عين الشركس (عين الخشبة) ورفدوها بعدة كتاتيب تعلم القرآن الكريم والقراءة والكتابة للصغار قبل ذهابهم للمدرسة، وبنوا عيون الماء وأسسوا العديد من المطاحن وبعض الدكاكين والمناجر والمحادد، بحيث ازدهرت البلدة وجذبت عائلات كثيرة من الفلسطينيين بعد نكبة عام 1948م وبعد حرب حزيران عام 1967م. أما العشائر الشركسية في وسط البلدة والتي كان لها شرف تأسيس البلدة عام 1900م والتي تضم عشرات العائلات المختلفة فهي عشائر الأبزاخ والشابسوغ والبزادوغ والقبردي. وكذلك كان لها الأثر في الدفاع عن فلسطين في حرب عام 1948 و1967 وكانت معبرا للقوات المسلحة الأردنية بقيادة القائد الأعلى للقوات المسلحة الملك الحسين بن طلال في معركة الكرامة.

## اقرأ أيضًا
- لواء ناعور.